# Marie Mejzlíková
Marie Mejzlíková (Praga, 13 dicembre 1903 – agosto 1994) è stata una velocista e lunghista cecoslovacca.

## Biografia
È conosciuta anche come Marie Mejzlíková II per distinguerla da un'altra atleta cecoslovacca omonima, sua contemporanea, nota come Marie Mejzlíková I.
Nel 1922 fu medaglia d'oro e d'argento rispettivamente nei 60 m piani e nelle 100 iarde ai Giochi olimpici femminili di Parigi. Lo stesso anno fece registrare due record mondiali nei 100 metri piani e nel salto in lungo.

## Record nazionali
- 100 metri piani: 13"6 ( Praga, 5 agosto 1922)
- Salto in lungo: 6,16 m ( Praga, 6 agosto 1922)

## Palmarès
| Anno | Manifestazione            | Sede   | Evento     | Risultato | Prestazione | Note |
| ---- | ------------------------- | ------ | ---------- | --------- | ----------- | ---- |
| 1922 | Giochi olimpici femminili | Parigi | 60 m piani | Oro       | 7"6         |      |
| 1922 | Giochi olimpici femminili | Parigi | 100 iarde  | Argento   | n/d         |      |